# Pomarão

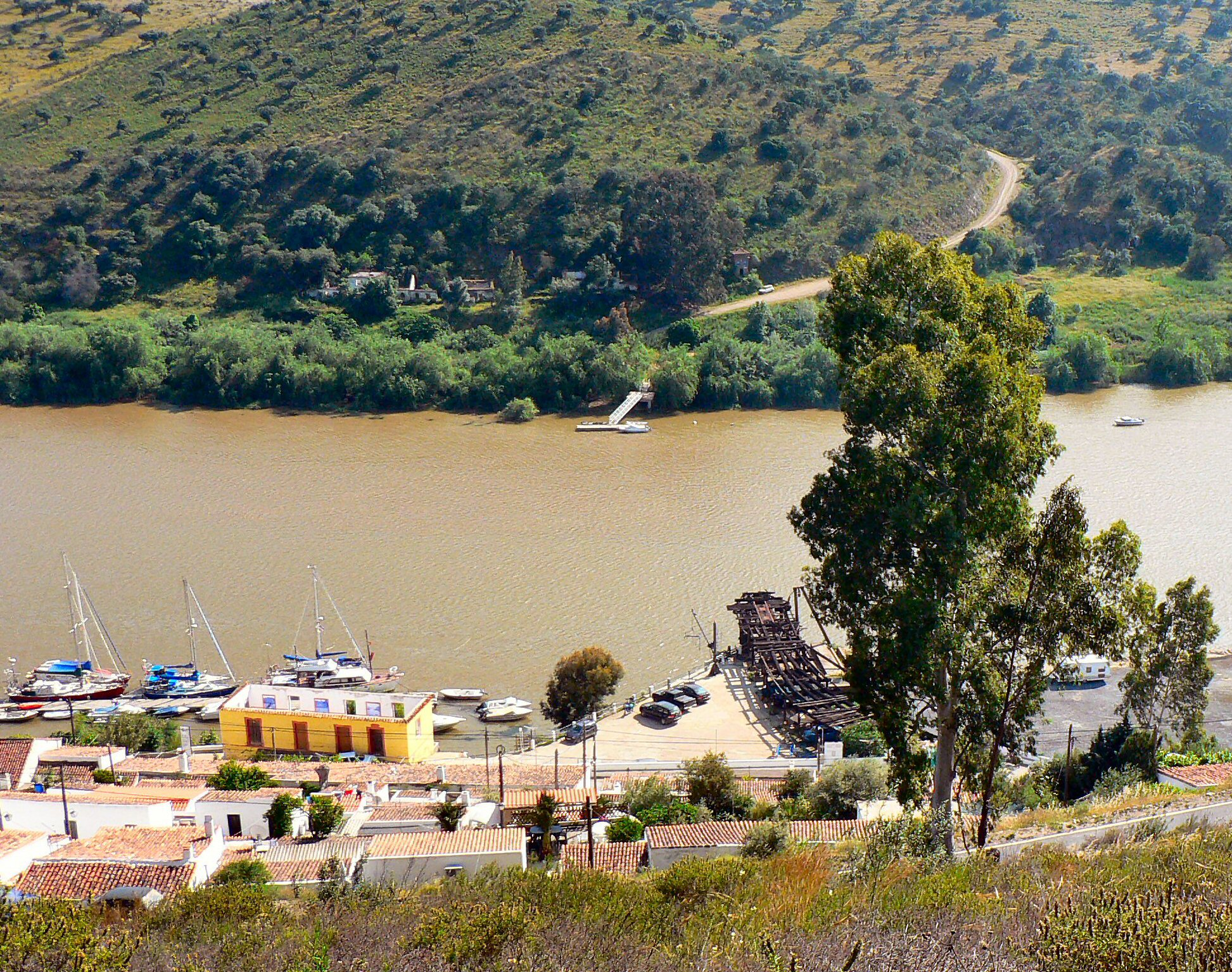
Blick auf den Fluss Guadiana und das historische Minen-Verladeterminal der Mina de São Domingos

Pomarão ist ein Ort im Alentejo in Portugal, welcher zum Kreis Mértola und der Gemeinde Freguesia von Santana de Cambas gehört. Die Einwohnerzahl lag im Jahre 2001 bei 863. Der Ort hat eine direkte Grenze zu Spanien und befindet sich am linken Flussufer des Guadiana am Zusammenfluss mit dem Grenzfluss Chança. Der kleine Hafen des Ortes wird von Sportseglern und anderen Booten benutzt.

## Geschichte
Die Minengesellschaft der Mina de São Domingos hat in Pomarão Installationen wie Lagerhäuser, Lagerflächen und eine Verladeanlage für Erze aus der nahegelegenen Mine für die Verladung auf dem Flussterminal konstruiert. Hier legten Erzfrachter an, die den Fluss Guadiana von der Algarveküste her befuhren. Es wurde pyrithaltiges Erz geladen, das vorher mit der Eisenbahnlinie von der Mina de São Domingos herantransportiert worden war. Im Jahre 1966 wurde diese Mine geschlossen. Die Erzbahn, die ausschließlich für den Güterverkehr 1858 gebaut worden war, war eine der ersten Bahnlinien in Portugals. Bereits im Jahre 1864 legten im Hafen von Pomarão 563 Frachtschiffe an, um Erzladung aufzunehmen. Dieser Frachtverkehr stellte praktisch das Limit für einen Gütertransport auf dem Guadiana dar, da dieser an einigen Stellen nur einen Tiefgang von ca. vier Metern hatte.

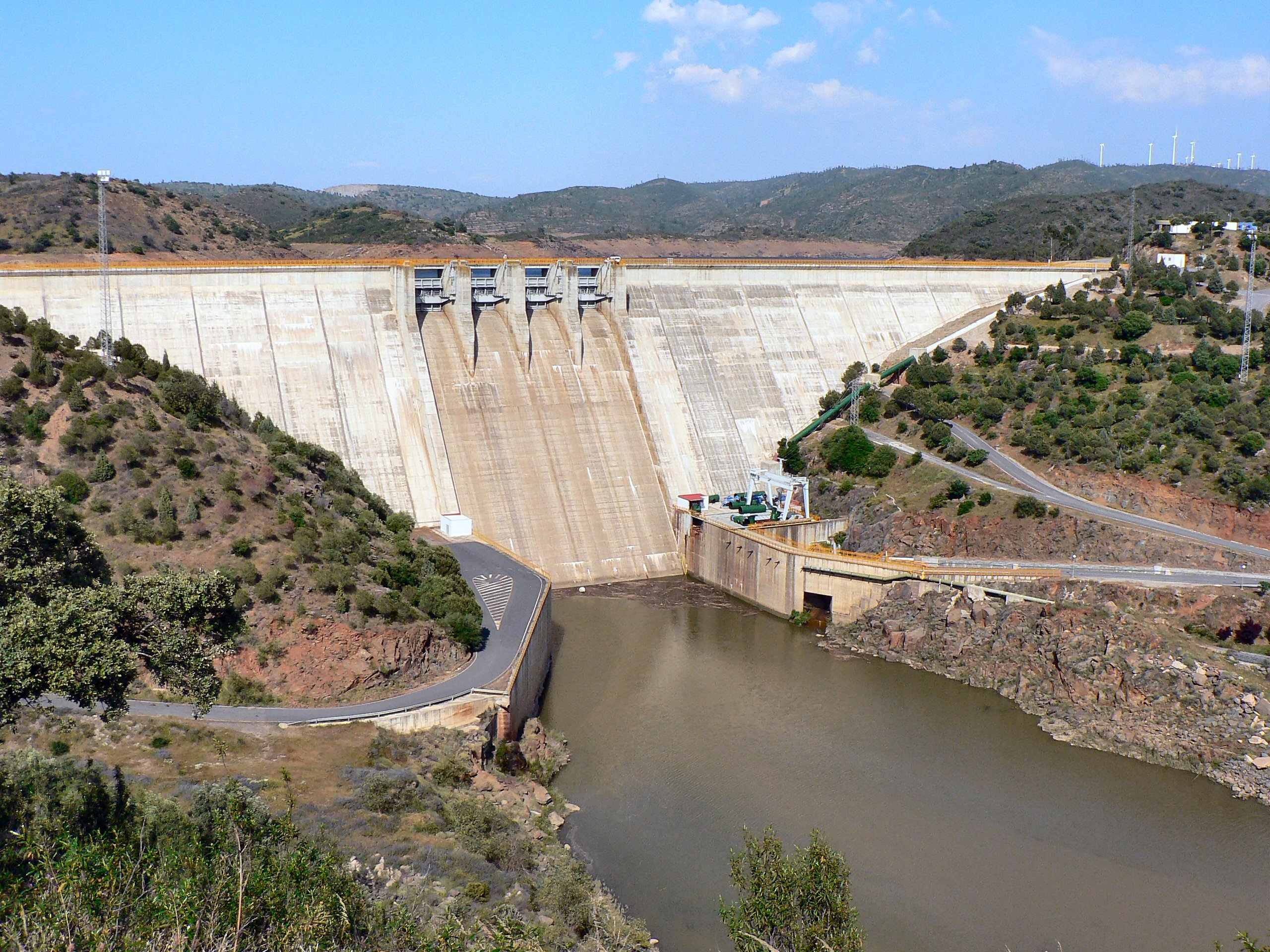
Der Stausee des Flusses Chança befindet sich im Süden von Pomarão bereits auf spanischen Gebiet.